# Pátrání po Spockovi
Pátrání po Spockovi je název knihy, jejíž autorkou je Vonda McIntyre. Jedná se o přepis stejnojmenného filmu z roku 1984 na motivy z prostředí Star Treku. Originální název knihy v angličtině je The Search for Spock. V České republice byla vydána roku 1994.

## Obsah
Obsah knihy i filmu jsou shodné.
Jak v TV seriálu , tak knihách včetně této na seriál navazující je v popředí děje trojice tvořená kapitánem, zde admirálem Jamesem Kirkem, prvním vědeckým důstojníkem Spockem z planety Vulkán a vrchním lékařem Dr. Leonardem McCoyem. Tuto trojici doplňují další důstojníci - vrchní inženýr Montgomery Scott, komunikační důstojnice Nyota Uhura a dvojice navigačních důstojníků Hikaru Sulu a Pavel Čechov.
Spock se stal kapitánem Enterprise, po tom, co Kirk byl povýšen na admirála; Spock však při záchraně Enterprise na konci předchozího filmu zahyne. Jeho tělo je odesláno na planetu Genesis, vzniklou explozí přístroje projektu Genesis, technologie schopné přeměnit neživou hmotu ve hmotu vytvářející život. V případě, že by však byla tato technologie použita v místě, kde již život existuje, byl by stávající život zničen. Tuto explozi měl na konci předchozího filmu Star Trek II: Khanův hněv, na svědomí zločinec Khan, jenž měl s Jamesem T. Kirkem nevyřešený spor (podrobnosti v epizodě Vesmírné sémě původního seriálu) a chtěl se mu pomstít. Po návratu Enterprise z poslední mise na oběžnou dráhu Země je loď určená k demontáži, protože je příliš stará, a navíc doktor McCoy se chová velice divně - částečně jako vulkánec. Proto se Kirk rozhodne Enterprise ukradnout a vydat se na Genesis zachránit Spocka.
Ve stejnou dobu se k planetě přiblíží Klingoni, kteří chtějí Genesis použít jako zbraň.
Příběh objasňuje, že McCoy nevědomky převzal část osobnosti Spocka krátce před jeho sebeobětováním, pokračuje znovuzrozením Spocka na planetě Genesis, zničením Enterprise Klingony, obsazením klingonské lodi Kirkem a jeho přáteli, převezením Spocka na planetu Vulkán o obnovením jeho osobnosti při zdejším rituálu

## České vydání knihy
Do češtiny knihu přeložili Jan Pavlík a Vladimír Kejval v roce 1992 a vydalo ji nakladatelství Albert Boskovice v roce 1994 se souhlasem původního nakladatele Bonus Praha. Její očíslování, velikost publikace i grafická úprava jsou shodné, jako měly předchozí díly této filmové série: Hrozba z vesmíru a Khanův hněv. Drobná knížka má 264 stran a je opatřena barevnou obálkou, stála tehdy 48 Kč.